# Thidiazuron

Estructura

El thidiazuron és una citoquinina que és un fitoregulador (regulador de les plantes). Com les citoquinines en general, el thidiazuron està implicat tant en el senyalament local com a llarga distància.
El thiadiazuron s'utilitza com a defoliant del cotoner per tal de facilitar la collita del cotó.